# Остервік
Остервік (нім. Osterwieck) — місто в Німеччині, розташоване в землі Саксонія-Ангальт. Входить до складу району Гарц.
Площа — 212,67 км2. Населення становить 11 012 ос. (станом на 31 грудня 2021).